# Panicale
Panicale est une commune italienne d'environ 6 000 habitants, située dans la province de Pérouse, dans la région Ombrie, en Italie centrale. Le village a obtenu le label des Plus Beaux Bourgs d'Italie.

## Culture
Panicale est jumelée avec La Verrière (dans le département des Yvelines en France)

## Administration
| Période                                  | Période  | Identité       | Étiquette       | Qualité |
| ---------------------------------------- | -------- | -------------- | --------------- | ------- |
| 14 juin 2004                             | En cours | Luciana Bianco | Centro-Sinistra |         |
| Les données manquantes sont à compléter. |          |                |                 |         |

### Hameaux
Acquaviva, Casalini, Colle Calzolaro, Colle San Paolo, Macereto, Missiano, Mongiovino, San Martino, Tavernelle, Le Mura, Colgiordano, Acquaiola

### Communes limitrophes
Castiglione del Lago, Magione, Paciano, Pérouse, Piegaro